# Élections législatives de 1951 dans le Territoire de Belfort
Les élections législatives françaises de 1951 se tiennent le 17 juin. Ce sont les deuxièmes élections législatives de la Quatrième République.

## Mode de scrutin
Représentation proportionnelle plurinominale suivant la méthode du plus fort reste dans 103 circonscriptions, conformément à la loi des apparentements : les listes qui se sont « apparentées » avant l'élection remportent tous les sièges de la circonscription si leurs voix ajoutées obtiennent la majorité absolue des suffrages exprimés. Il y a 629 sièges à pourvoir.
Le vote préférentiel est admis. 
Dans le département du Territoire de Belfort, deux députés sont à élire.

## Candidats

### Liste d'union du Rassemblement du peuple français
| N° | Candidats | Candidats           | Parti | Principales fonctions                                                                          |
| -- | --------- | ------------------- | ----- | ---------------------------------------------------------------------------------------------- |
| 01 |           | Raymond Schmittlein | RPF   | Agrégé de l'Université, inspecteur général de l'Education Nationale, Médaille de la Résistance |
| 02 |           | Xavier Bauer        | RPF   | Conseiller municipal de Belfort, conseiller général du canton de Belfort                       |

### Liste du Mouvement républicain populaire et des républicains démocrates
| N° | Candidats | Candidats         | Parti                 | Principales fonctions                                                                      |
| -- | --------- | ----------------- | --------------------- | ------------------------------------------------------------------------------------------ |
| 01 |           | Henri Dorey       | MRP                   | Receveur des finances, ancien Conseiller de la République, conseiller municipal de Belfort |
| 02 |           | Charles Guldemann | Républicain démocrate | Premier adjoint au maire de Valdoie, conseiller prud'homme, Médaille de la Résistance      |

## Élus
| Député sortant         | Parti | Parti | Député élu ou réélu | Parti | Parti |
| ---------------------- | ----- | ----- | ------------------- | ----- | ----- |
| Pierre Dreyfus-Schmidt |       | URR   | Raymond Schmittlein |       | RPF   |
| Pierre Beauquier       |       | MRP   | Henri Dorey         |       | MRP   |

## Résultats

### Résultats à l'échelle du département
- Les listes du MRP, de la SFIO et Rad soc se sont apparentées.
- Leurs voix cumulées représentant moins de 50% des exprimés, les sièges sont répartis à la proportionnelle entre tous les partis.
- Le score de l'apparentement est considéré comme celui d'une liste pour la répartition générale, ensuite la répartition interne des sièges entre apparentées se fait également à la proportionnelle.

| Parti    | Parti     | Tête de liste          | Résultats | Résultats | Sièges |  |
| Parti    | Parti     | Tête de liste          | Voix      | %         |        |  |
| -------- | --------- | ---------------------- | --------- | --------- | ------ |  |
|          | RPF       | Raymond Schmittlein    | 11 674    | 28,98     | 1      |  |
|          | URR-PCF   | Pierre Dreyfus-Schmidt | 10 629    | 26,38     | 0      |  |
|          | MRP *     | Henri Dorey            | 9 240     | 22,93     | 1      |  |
|          | SFIO *    | René Naegelen          | 6 373     | 15,82     | 0      |  |
|          | Rad soc * | Albert Aubry           | 1 285     | 3,19      | 0      |  |
|          | Victimes  | Roger Bottelli         | 811       | 2,01      | 0      |  |
|          | RGRIF     | Maurice Deney          | 0         | 0,00      | 0      |  |
|          | UNIR      | Abel Abram             | 0         | 0,00      | 0      |  |
|          |           |                        |           |           |        |  |
| Inscrits | Inscrits  | Inscrits               | 52 483    | 100,00    | 2      |  |
| Votants  | Votants   | Votants                | 41 495    | 79,06     |        |  |
| Exprimés | Exprimés  | Exprimés               | 40 289    | 97,09     |        |  |